# Петропавлівка (Широківська сільська громада)
Петропа́влівка — село в Україні, у Широківській сільській громаді Запорізького району Запорізької області. Населення становить 79 осіб. До 2016 орган місцевого самоврядування — Веселівська сільська рада.

## Географія
Село Петропавлівка знаходиться за 1 км від лівого берега річки Томаківка, вище за течією на відстані 2,5 км розташоване село Петропіль, нижче за течією на відстані 1,5 км розташоване село Лукашеве на протилежному березі — село Веселе. По селу протікає пересихаючий струмок з загатою. Поруч проходить автомобільна дорога Н08.

## Історія
12 червня 2020 року, відповідно до Розпорядження Кабінету Міністрів України від № 713-р «Про визначення адміністративних центрів та затвердження територій територіальних громад Запорізької області», увійшло до складу Широківської сільської громади.
19 липня 2020 року, в результаті адміністративно-територіальної реформи та ліквідації колишнього Запорізького району (1965—2020), село увійшло до складу новоутвореного Запорізького району.

## Населення

### Мова
Розподіл населення за рідною мовою за даними перепису 2001 року:

## Населення

### Мова
Розподіл населення за рідною мовою за даними перепису 2001 року:
| Мова       | Кількість | Відсоток |
| ---------- | --------- | -------- |
| українська | 72        | 91.14%   |
| білоруська | 4         | 5.06%    |
| російська  | 3         | 3.80%    |
| Усього     | 79        | 100%     |